# Hyper Hyper
Hyper Hyper ist der Titel der zweiten Single der deutschen Band Scooter aus dem Jahr 1994. Der Song befindet sich auf dem Debütalbum … and the Beat Goes On!, das 1995 veröffentlicht wurde, und war dessen erste Singleauskopplung.

## Produktion
Hyper Hyper wurde, ebenso wie der Vorgängertitel, „Vallée de Larmes“ (1994), die CD „Real Life“ von Crown of Creation (1994) und einige Titel der Fine Time Poets (1993), im Ambience Studio von Rick J. Jordan in Hannover eingespielt. Produzent des Songs ist The Loop!, eine Remix-Band, die ein Jahr zuvor ebenfalls von H. P. Baxxter, Rick J. Jordan, Jens Thele und Baxxters Cousin Sören Bühler (Künstlername: Ferris Bueller) gegründet wurde und Remixe für Marky Mark, Holly Johnson und RuPaul veröffentlichte.
Die Maxi-CD wurde von Club Tools mit den Titeln „Hyper Hyper“ (5:10), „Unity without Words Part I“ (6:02) und „Rhapsody in E“ (6:10) sowie von Scorpio Music mit den Hyper Hyper-Versionen Video Edit (3:36), Faster, Harder, Scooter (5:14), Original Version (5:12) und On a Spanish Fly Trip (5:12) aufgelegt.
Das Stück mit der Geschwindigkeit um 160 bpm ist stilistisch dem Hard Trance zuzuordnen. Das Intro des Songs ist rein atmosphärisch und vokal. Es etabliert den Kontext und baut durch die vokalen Direktive Spannung auf. Gleichzeitig führt es die durchgehende Präsenz von Publikumsjubel und Applaus als klangliches Gestaltungselement ein, dabei werden die Jubelgeräusche im Song immer wieder geloopt. Der Build-up mit dem Bassdrum-Einsatz (We need the bass drum!) kündigt den rhythmischen Kern an. Mit dem Drop setzt der volle Beat ein. Die Bassdrum schlägt auf jeder Viertelnote des 4/4-Taktes. Der 4-to-the-floor-Rhythmus wird zum Pulsgeber und erzeugt einen hypnotischen, treibenden, motorikartigen Effekt. Die Offbeat Hi-Hats auf den Achtelnoten zwischen den Bassdrum-Schlägen verstärken den Vorwärtsdrang und die rhythmische Dichte. Die Kickdrum ist eine typische Roland TR-909-artige, elektronische Bassdrum. Mit der Einführung der Hookline setzt die hochtonige Synthesizer-Melodie ein, die mit einem hellen, leicht verzerrten Sägezahn- oder Rechteckwellen-Synthesizer gespielt wird. Der Klang ist künstlich, schrill und durchdringend und die Hookline ist das zentrale melodische Element des Tracks. Das RMS-Lautheitsprofil weist ausgeprägte Peaks in den Passagen auf, in denen hyper gerufen oder ein anderer Imperativ-Shout einsetzt. Damit korrespondieren der lexikalische Akzent (Wort), der phonetische Akzent (Falsett-[a]) und der dynamische Akzent (Lautheitsmaximum) zeitlich. In der Vokal-Sektion wird die Musik durch einen Filter Sweep leicht zurückgenommen, um den DJ-Namen Raum zu geben. Der Beat bleibt als treibendes Fundament bestehen.
Der Titel ist eine Bearbeitung des Tracks Annihilating Rhythm des schottischen Duos Ultra-Sonic. In jenem werden über eine hektische Acid-Melodie auffordernde Sprechgesänge gerappt. Auch der Begriff Hyper Hyper kommt dort vor. Der Sänger von Scooter, H. P. Baxxter, erwähnte in einem Interview, dass das „Bearbeiten“ von Themen anderer Künstler Tradition in der Techno-Szene habe.
Mit Hyper Hyper gelang Scooter der internationale Durchbruch, der Titel erreichte diverse europäische Charts. Der Stil, härtere Elektronische Tanzmusik mit Sprechgesang und Shouting (die Stimme ist durchgehend laut, hochtonig und gepresst) zu kombinieren, wurde hiermit populär gemacht und Blaupause für viele der später produzierten Stücke Scooters. H.P. Baxxters Aussprache ist deutlich von einem deutschen Akzent geprägt, z. B. durch das gerollte /r/ in der vokalen Realisierung von „Scooter“ oder „floor“. Der titelgebende Ausspruch hat den Weg in die deutsche Umgangssprache gefunden. Auch Jahrzehnte nach Veröffentlichung spielt die Band den Song auf großen Veranstaltungen wie dem VIVA Comet 2010 oder der Echoverleihung 2016.

## Text
Zu Beginn gibt es mit Is everybody on the floor?  oder Are you ready for the sound of Scooter? rhetorische Fragen mit Appellativfunktion. Dazu kommen Direktive durch Aussagen wie I want to see you sweat und später Put your hands in the air.
Die Tautologie Hyper Hyper mit der Verdopplung des Schlüssellexems hyper (griechisch ὑπέρ ‚über, jenseits‘) zur Verstärkung ist semantisch unterbestimmt, aber pragmatisch und emotional hochaufgeladen als Deklaration eines Zustands, die als Mantra fungiert. Die repetitive Proklamation Hyper Hyper ist der zentrale Sprechakt des Songs. Der Zustand der Übersteigerung wird durch die Verdopplung und seinen Wiederholungsgrad nicht nur semantisch, sondern auch quantitativ ins Extreme getrieben. Die Refrain-Shouts liegen im Falsett und realisieren ein offenes, frontales Vokalsetting mit einem weit geöffneten ungerundeten Vorderzungenvokal [a]. Orthographisch taucht dieser Laut im Diphthong hyper auf; in der gerufenen Realisierung wird /aɪ̯/ jedoch monophthongiert und prolongiert (Ha-a-a!), so dass das offene [a] akustisch exponiert wird. Demgegenüber liegen die gesprochenen Zwischenteile (z. B. die DJ-Aufzählung) im modalen Register mit engerer Mundöffnung. Der klare Registersprung von modal zu Falsett fungiert als phonetischer Marker der lexikalischen „Hyper-Momente“.
Über die Songdauer nimmt die Frequenz des Ausrufs Hyper Hyper ab. Nachdem zu Beginn des Lieds drei Mal Hyper Hyper gerufen wird, folgt der Ruf im Mittelteil noch zweimal. Auf einer Acid House Melodie zeigt H. P. Baxxter mit einem big shout to U.S. Anerkennung für Ultra-Sonic und neben dem Anfeuern des Publikums grüßt er alle DJs der Welt und nennt in jeweils eintaktiger Abfolge per Namedropping:
WestBam, Marusha, Steve Mason, The Mystic Man, DJ Dick, Carl Cox, The Hooligan, Cosmic, Kid Paul, Dag, Mijk van Dijk, Jens Lissat, Lenny Dee, Sven Väth, Mark Spoon, Marco Zaffarano, Hell, Paul Elstak, Mate Galić, Roland Casper, Sylvie, Miss Djax, Jens Mahlstedt, Tanith, Laurent Garnier, Special, Pascal FEOS, Gary D., Scotty, Gizmo
Darauf folgt ein letztes Hyper Hyper zum Ende des Tracks. Auch wenn alle DJs der Welt angesprochen werden, ist die Auswahl der 30 genannten Künstler sehr eurozentrisch. The Mystic Man ist der einzige genannte Künstler, der kein DJ, sondern Rapper ist. 22 der genannten Künstler haben ihren Schwerpunkt in Deutschland, jeweils drei in den Niederlanden und dem Vereinigten Königreich und mit Laurent Garnier findet sich ein französischer DJ wieder. Einzig Lenny Dee kommt aus der US-amerikanischen (Hardcore-)Technoszene. Mit Marusha, Sylvie und Miss Djax fanden sich drei weibliche Discjockeys wieder.
Neben dem Schlachtruf Hyper Hyper wurden weitere Vocals aus dem Song Annihilating Rhythm von Ultra-Sonic übernommen. Auch die Aussprüche U.S. back with the bass drum (von Scooter abgewandelt We need the bass drum!), We gonna need some energy in this place (abgewandelt We put some energy into this place!), Do you love your hardcore? We love the hardcore! (abgewandelt Do you like it hardcore? We need the hardcore!), This is the sound of Ultra-Sonic (abgewandelt Are you ready for the sound of Scooter?), das appellierende Come on!, die Verabschiedung zum Ende des Songs mit See ya! (abgewandelt Bye-bye!) sowie weitere musikalische Elemente zeigen weitere Referenzen zum Song.

## Covergestaltung
Das Cover arbeitet mit einem hochgesättigten Farbkontrast, in dem das Layout vollständig von der Typografie beherrscht wird. Die Komposition ist weitgehend symmetrisch und streng zentriert. Ein tiefes Ultramarin bildet den Grund, darüber streut sich ein repetitives Muster aus gelben und türkisfarbenen Sternen, das die Illusion einer konzentrischen Expansion durch größer werdende Sterne erzeugt. Die obere Kopfzeile ist in leuchtendem Orange gehalten; dasselbe Orange taucht in der Typografie des Titels wieder auf und bindet die Komposition farblich zusammen. Die Gestaltung folgt einer klaren Zentralperspektive. Ein quaderförmiges, leicht nach rechts gekipptes 3-D-Objekt mit Abschrägungs- und Embossingeffekt trägt den zweizeiligen Titel HYPER HYPER. Der Block ragt, ähnlich einer Trompe-l’œil-Illusion, optisch aus dem Hintergrund hervor. Die dominierende Schrift ist eine kantige, orange Blockschrift mit breiter Grundfläche, schmalen Punzen und starkem Schattenwurf. Ihr gelber Glanzrand erzeugt einen starken visuellen Knall gegen das Blau des Hintergrunds. Als Kontrast dazu steht der Bandname in der Kopfzeile als Bandlogo. Er ist in einer dünnen, geometrisch abgerundeten serifenlos in Kleinbuchstaben gesetzt. Passend zu Hyper Hyper ist das Cover ein bewusst übersteigerter visueller Exzess.

## Musikvideo
Das Video verbindet mit Live-Performance und CGI-Animationen visuell in meist zwei klar getrennte, aber ständig abwechselnde Hauptkomponenten. Der Großteil des Videos besteht aus Aufnahmen, die wie eine Live-Performance in einem Nachtclub wirken. Das Bild hat eine körnige, leicht unscharfe Textur. Die Szenerie ist archetypisch für einen Rave der 1990er-Jahre: eine dunkle Halle, Stroboskoplicht, Laserstrahlen und Nebelschwaden. Die Band steht auf einer Bühne, flankiert von Tänzerinnen. Die Kamera wackelt und zoomt. Schnelle, rhythmische Schnitte folgen dem Takt und werden von grellen Lichtblitzen in Rot, Lila und Blau untermalt. Die Bandmitglieder sind oft nur als dunkle Silhouetten vor den Scheinwerfern zu erkennen. Im scharfen Kontrast zur analogen Club-Realität stehen die computergenerierten Sequenzen. Die CGI-Welt ist surreal und abstrakt. Wir sehen fliegende Würfel mit Augen, sich transformierende, metallisch-glänzende Chrome-Figuren, Unterwasserwelten mit Seeigeln und Seesternen, eine pflanzenartige Frauenfigur, die aus einem Stängel wächst, sowie das Hyper Hyper-Logo, das durch den digitalen Raum fliegt. Dazu kommt die Einblendung der Namen der DJs, die H.P. Baxxter im Song ehrt. Die Montage ist eine konstante Juxtaposition der realen und der digitalen Welt und die schnellen, oft abrupten Wechsel erzeugen, passend zum Titel Hyper Hyper, eine Reizüberflutung. Das Video, bei dem Plastic Reality die Regie führte, wurde auf YouTube über 8 Millionen Mal aufgerufen (Stand: Juni 2025).

## Erfolg

### Charts und Chartplatzierungen
Hyper Hyper erreichte in Deutschland Rang zwei der Singlecharts und musste sich lediglich Cotton Eye Joe von Rednex geschlagen geben. Die Single stieg am 3. Oktober 1994 in die Charts ein und konnte sich zwölf Wochen in den Top 10 sowie 23 Wochen in den Top 100 platzieren. In Österreich erreichte die Single ebenfalls den zweiten Rang hinter Cotton Eye Joe und platzierte sich zehn Wochen in den Top 10 sowie 14 Wochen in den Charts. In der Schweiz erreichte Hyper Hyper mit Rang drei seine höchste Chartnotierung und platzierte sich zehn Wochen in den Top 10 und 22 Wochen in den Charts. 1994 belegte Hyper Hyper Rang 27 der deutschen Single-Jahrescharts. In Spanien erreichte das Lied in der Woche vom 12. Dezember – 18. Dezember 1994 Platz 1 der Charts. In der letzten Chartswoche 1994 erreichte Hyper Hyper mit Platz 3 seine beste Position in Italien. Insgesamt hielt sich der Song 13 Wochen in den italienischen Charts. Darüber hinaus erreichte die Single Top-10-Platzierungen in Norwegen.
| ChartsChartplatzierungen | Höchstplatzierung | Wochen |
| ------------------------ | ----------------- | ------ |
| Deutschland (GfK)        | 2 (23 Wo.)        | 23     |
| Österreich (Ö3)          | 2 (14 Wo.)        | 14     |
| Schweiz (IFPI)           | 3 (22 Wo.)        | 22     |

| ChartsJahrescharts (1994) | Platzierung |
| ------------------------- | ----------- |
| Deutschland (GfK)         | 27          |
| Österreich (Ö3)           | 57          |

### Auszeichnungen für Musikverkäufe
| Land/Region        | Auszeichnungen für Musikverkäufe (Land/Region, Auszeichnung, Verkäufe) | Verkäufe |
| ------------------ | ---------------------------------------------------------------------- | -------- |
| Deutschland (BVMI) | Platin                                                                 | 500.000  |
| Österreich (IFPI)  | Gold                                                                   | 25.000   |
| Insgesamt          | 1× Gold · 1× Platin ·                                                  | 525.000  |

## Kritik und Rezensionen
Am 17. September 1994 schreibt das in England veröffentlichte paneuropäische Musikmagazin Music & Media zur Veröffentlichung von Hyper Hyper: Nach den großen Erfolgen von DJs und Künstlern wie Marusha, Sven Väth, Westbam und Jam & Spoon ist ein neuer Stern geboren. Produziert von einem äußerst erfolgreichen Remixer-Kollektiv, sind alle Zutaten vorhanden, um dem Erfolg der oben genannten zu folgen und erwähnte den Song am 7. Juni 1997 bei der Vorstellung von Scooters elfter Single Fire nochmal mit den Worten Das fröhliche Hardcore-Trio machte vor ein paar Jahren mit dem witzigen, sofort ins Ohr gehenden Hyper Hyper auf sich aufmerksam, das Hardcore mit einer messerscharfen Pop-Sensibilität geschickt verband.
Der in der Auflistung von DJs erstgenannte Westbam bezeichnete den Song als die schlechteste Nummer der Welt.

## Coverversionen und Zitierungen
1995 wurde mit dem Song Weiber Weiber von Macho eine chauvinistische Coverversion des Songs veröffentlicht. Im Song werden anstelle des Shout Outs für DJs alle geilen Weiber dieser Welt gegrüßt. Der Song hatte keinen kommerziellen Erfolg und konnte nicht in die Charts einsteigen. 2007 interpretierte Modeselektor feat. Otto von Schirach Hyper Hyper im Rahmen des Projekts Hands on Scooter neu. Hyper Hyper findet auch eine kurze Reverenz am Ende des Videos vom Scooter Song Friends Turbo, dem Titelsong des niederländischen Kinofilms New Kids Turbo und Remake der dritten Single Friends vom Album … and the Beat Goes On!. Hier ruft der Filmcharakter Gerrie van Boven der Band maximum respect to the whole European posse! und Hyper Hyper hinterher, als die Band das Dorf Maaskantje verlässt. Aydo Abay veröffentlichte 2014 den Song ALWAYS HARDCORE (Scooter Medley), in dem er neben anderen Scooter-Songs am Ende auch Hyper Hyper aufgreift. Die deutsche Metal- und Trancecore-Band Eskimo Callboy veröffentlichte im Jahr 2020 den Titel Hypa Hypa, was als Referenz zu Hyper Hyper gedacht war.
Hyper Hyper wurde mehrfach von anderen Künstlern direkt und indirekt in ihren Songs erwähnt. Sabrina Setlur rappte 2003 auf dem Song An alle die Zeile Ich Sag's Wie Scooter Hyper Hyper Boy. Fünf Jahre später rappt Eko Fresh auf seinem Freetrack 200 Bars (Hartz 2) die Line Ich bin Hyper Hyper sowie diese Scooter Single. Auch Samy Deluxe erwähnt den Song auf Meisterplan (OTW 2) mit Ich reime so super, sogar Scooter schreit: „Hyper Hyper“. Finch rappt auf Scooterman die Zeile Einmal in meinem Leben „Hyper Hyper“ mit dem Scooterman. Auch der Einstieg in den ersten Part mit Ey H. P., I want to ask you something ist aus dem Anfang von Hyper Hyper übernommen und der Einstieg in den zweiten Part Is anybody on the telephone? eine Referenz an die erste Zeile von Hyper Hypers Is everybody on the floor? Am Ende des Songs hat H. P. Baxxter selbst ein Cameo.
Ohne Scooter-Referenz rappt Kool Savas auf Sie ist eine Hure sekundierend sexistisch Mach dir kein' Kopf und schieb ihn noch weiter, bis sie schreit: Hyper Hyper!. Die Rapcrew Ruffiction rappt auf ihrem Nummer 2 Album Hassmaske die Line Ich sitz besoffen schon am Mittagstisch „Hyper Hyper“ im Song Unpolitisch Korrekt. Außerhalb der Rapwelt singt Jeanette Biedermann reminiszierend auf dem Song In den 90ern in der zweiten Strophe Hyper Hyper, Punk Rock Song.
International haben der italienische Rapper Ensi auf dem Track Generazione Tuning und der niederländische Rapper Mr. Polska auf dem Song Pepepe ebenfalls Hyper Hyper erwähnt. 2023 erschien ein Remix vom italienischen DJ Giuseppe Ottaviani.
Der Song wurde Namensgeber für das unter der Intendanz von Dagmar Schlingmann 2019 inszenierte Musical Hyper! Hyper! im Staatstheater Braunschweig, bei dem Christian Eitner, Peter Schanz und die Jazzkantine mitwirkten. Hyper Hyper war der letzte Song, der am 26. Februar 2020 auf dem belgischen Radiosender Fantasy Dance FM gespielt wurde. Im selben Jahr interpretierte der Komiker Wigald Boning in der 3. Staffel von The Masked Singer in einem Froschkostüm den Song. Der österreichische Dartspieler Zoran Lerchbacher nutzt den Song als seine Einlaufmusik. Auch im Buch 10 Minuten? Dit sind ja 20 Mark! von Felix Lobrecht und Malte Rosskopf findet der Song im Unterkapitel „Liegen bleiben“ mit dem Satz „Denn alles, was man macht, kann man noch krasser machen, noch faster, harder, scooter, hyper hyper, hyper hyper, über über, bis in die Sinnlosigkeit des Selbstzwecks.“ Erwähnung.